# Борис Вулжев
Борис Георгиев Вулжев е български журналист и поет.

## Биография и творчество
Роден е на 19 април 1936 г. в село Павелско, Смолянски окръг. Завършва строителен техникум в Стара Загора и за известно време работи като технически ръководител на строителните обекти в Родопите после и в Родопския минен басейн. По-късно завършва журналистика в Софийския държавен университет.
Работи като журналист в Радио София, в литературните издания вестник „Пулс“ и списание „Дружба“. Макар сравнително рано да се разделя с родната планина, Павелско, Родопа и родопската песен навсякъде го съпровождат като спомен, протичат в сънищата му, възкръсват в образността на лириката му. Във всяка литературна компания той непресторено озонира атмосферата с родопските си песни. Член е на Съюза на българските писатели.
Издал е стихосбирки, проза както и текст на песните на Ангел Тодоров – Рамо до рамо – Мелодия на годината (1970), Христо Кидиков – Като рилските води (1976) и други. Превеждан е на няколко европейски и азиатски езика. Отделен том – „Шепа изплакана вечност“ (избрано) – излиза в Москва през 1989 г.

## Произведения
- „Дом на криле“ (1964)
- „Поречие“ (1966)
- „Осъмвам върху детелина“ (1970)
- „Близост“ (1971)
- „Късни огньове“ (1973)
- „Горещи ридове“ (1976)
- „Поделени плодове“ (1977)
- „Паметта на реките“ (1979)
- „Солени корени“ (1980)
- „Чучури“ (1982)
- „Открехната виделина“ (1983)
- „Невидими небеса“ (1986)
- „Зеленият сън на дърветата“ (1986)
- „Живот без адрес“ (1987)
- „Шепа изплакана вечност“ (1989, Москва)
- „Отивай по-нататък“ (2002)